# Comuna Gornji Mihaljevec, Međimurje
Gornji Mihaljevec este o comună în cantonul Međimurje, Croația, având o populație de 1.917 locuitori (2011).

## Demografie
Componența etnică a comunei Gornji Mihaljevec
     Croați (97,5%)
     Sloveni (1,72%)
     Necunoscut (0,05%)
     Neclasificat (0,47%)
Componența confesională a comunei Gornji Mihaljevec
     Catolici (97,76%)
     Necunoscută (0,99%)
     Alte religii (1,25%)
Conform recensământului din 2011, comuna Gornji Mihaljevec avea 1.917 locuitori. Din punct de vedere etnic, majoritatea locuitorilor (97,5%) erau croați, cu o minoritate de sloveni (1,72%). Apartenența etnică nu este cunoscută în cazul a 0,05% din locuitori. Din punct de vedere confesional, majoritatea locuitorilor (97,76%) erau catolici. Pentru 0,99% din locuitori nu este cunoscută apartenența confesională.